# Blažo Lisičić
Blažo Lisičić [b⁠l⁠aʒɔ⁠ ⁠lis⁠itʃ⁠⁠itɕ] (serbisch-kyrillisch Блажо Лисичић; * 22. August 1972 in Podgorica, SR Montenegro, SFR Jugoslawien) ist ein ehemaliger montenegrinischer Handballspieler und Handballfunktionär.
Der 2,02 m große halbrechte Rückraumspieler spielte zu Beginn seiner Karriere in Jugoslawien bei Proleter Zrenjanin, RK Roter Stern Belgrad sowie RK Partizan Belgrad und konnte die Meisterschaft und den Pokal gewinnen sowie Torschützenkönig werden. Nach der Europameisterschaft 1996 unterschrieb er in Spanien bei PRASA Pozoblanco. 1997 wechselte er in die deutsche Handball-Bundesliga zum TV Niederwürzbach. Nur sechs Monate später schloss er sich aber dem Ligarivalen HSG Dutenhofen/Münchholzhausen an, der ab 1999 als HSG D/M Wetzlar firmierte. 2000 wechselte der Linkshänder weiter zu GWD Minden, ehe er 2002 die Bundesliga Richtung Italien verließ. Nach einem kurzen Aufenthalt in Katar verpflichtete ihn der kroatische Serienmeister RK Zagreb. Es folgte ein erneuter Wechsel nach Italien zu Italgest Casarano, wo er sich 2007 in einem Champions-League-Qualifikationsspiel in Bregenz mehrere Knochen im Gesicht brach und ihm in einer mehrstündigen Operation zwei Platten eingesetzt werden mussten. Dennoch setzte er seine Karriere in Montenegro bis 2010 bei RK Lovćen Cetinje fort.
Mit der jugoslawischen Nationalmannschaft gewann der 42-malige Nationalspieler bei der Weltmeisterschaft 1999 und 
2001 jeweils die Bronzemedaille. Ab 2007 war er auch noch für die montenegrinische Nationalmannschaft aktiv und führte das Team durch die Qualifikation zur Europameisterschaft 2008, an der er auf Grund seiner Verletzung nicht teilnehmen konnte. Bis 2009 bestritt er mindestens neun Länderspiele (24 Tore).
Blažo Lisičić übernahm nach seiner sportlichen Karriere den Posten des Vizepräsidenten des montenegrinischen Handballverbandes und Sportdirektors der Nationalmannschaft, trat aber im September 2013 zurück.
Er ist verheiratet und hat drei Kinder.